# Liste des sites et monuments classés de la wilaya de Tizi Ouzou
Cet article présente une liste des sites et monuments classés de la wilaya de Tizi Ouzou, en Algérie.

## Liste
| Id     | Identification du bien                                                                                       | Datation        | Commune             | Coordonnées    | Catégorie du classement                     | Mesures et date de protection | Date de publication au Journal Officiel | Illustration    |                       |
| ------ | --- | --------------- | ------------------- | -------------- | ------------------------------------------- | --- | --------------------------------------- | --------------- | --------------------- |
| 15-001 | Bordj Sebaou ou Bordj Tizi Ouzou                                                                             | Contemporaine   | Tizi Ouzou          | à géolocaliser | Classé                                      | Inscrit sur l'inventaire général des biens culturels immobiliers par arrêté du 14/07/2007, après avis favorable de la commission nationale des biens culturels tenu le 12/10/2006. | N° 60 du 26/09/2007                     | Image manquante | Télécharger une image |
| 15-002 | Centrale Hydraulique de Boghni                                                                               | Contemporaine   | Boghni              | à géolocaliser | Classé                                      | Inscrit sur l'inventaire général des biens culturels immobiliers par arrêté du 14/07/2007, après avis favorable de la commission nationale des biens culturels tenu le 12/10/2006. | N° 60 du 26/09/2007                     | Image manquante | Télécharger une image |
| 15-003 | Deux maisons ou a été dactylographiée et reproduite la proclamation du premier novembre 1954 D'ighil Imoula  | Contemporaine   | Tizi N'Tleta        | à géolocaliser | Classé                                      | Classé sur la liste des biens culturels par arrêté du 28/04/2016, après avis conforme de la commission nationale des biens culturels tenu le 15/09/2015.                           | N° 34 du 08/06/2016                     | Image manquante | Télécharger une image |
| 15-004 | Maison de Lalla Fatma N'soumer                                                                               | Moderne         | Iferhounène         | à géolocaliser | Classé                                      | Inscrit sur l'inventaire général des biens culturels immobiliers par arrêté du 14/07/2007, après avis favorable de la commission nationale des biens culturels tenu le 12/10/2006. | N° 60 du 26/09/2007                     | Image manquante | Télécharger une image |
| 15-005 | Mausolée de Taksebt                                                                                          | Antique         | Iflissen            | à géolocaliser | Classé                                      | Classé parmi les sites et monuments historiques en date du 23/04/1902, Conformément à l'article 62 de l'ordonnance N° 67-281 du 20/12/1967                                         | N° 07 du 23/01/1968                     | Image manquante | Télécharger une image |
| 15-006 | Résidence des Ouled Oukaci ou Ait Kaci                                                                       | Moderne         | Tizi Ouzou          | à géolocaliser | Classé                                      | Inscrit sur l'inventaire général des biens culturels immobiliers par arrêté du 14/07/2007, après avis favorable de la commission nationale des biens culturels tenu le 12/10/2006. | N° 60 du 26/09/2007                     | Image manquante | Télécharger une image |
| 15-007 | Ruines romaines dites « El Habs El Ksour » formant le lot domanial n° 243 du sommier de consistance d'Azazga | Antique         | Azeffoun            | à géolocaliser | Classé                                      | Classé parmi les sites et monuments historiques en date du 23/04/1903, Conformément à l'article 62 de l'ordonnance N° 67-281 du 20/12/1967                                         | N° 07 du 23/01/1968                     | Image manquante | Télécharger une image |
| 15-008 | Ruines romaines, temples, Basiliques                                                                         | Antique         | Tigzirt             | à géolocaliser | Classé                                      | Classé parmi les sites et monuments historiques en (L.1900), Conformément à l'article 62 de l'ordonnance N° 67-281 du 20/12/1967                                                   | N° 07 du 23/01/1968                     | Image manquante | Télécharger une image |
| 15-009 | Site archéologique d'Ath R'Houna                                                                             | Protohistorique | Azeffoun            | à géolocaliser | Classé                                      | Classé sur la liste des biens culturels par arrêté du 28/04/2016, après avis conforme de la commission nationale des biens culturels tenu le 15/09/2015.                           | N° 34 du 08/06/2016                     | Image manquante | Télécharger une image |
| 15-010 | Zaouia Sidi Ali Moussa                                                                                       | Médiévale       | Souk El Thenine     | à géolocaliser | Classé                                      | Classé sur la liste des biens culturels par arrêté du 17/03/2010, après avis conforme de la commission nationale des biens culturels.                                              | N° 27 du 25/04/2010                     | Image manquante | Télécharger une image |
| 15-011 | Abri sous roche Ifri N’Dellal                                                                                | Protohistorique | Ifigha              | à géolocaliser | Inscription sur l'inventaire supplémentaire | Inscrit sur l'inventaire supplémentaire Arrêté signé par le wali N° 726 du 10/08/2014                                                                                              | Arrêté non pub au journal officiel      | Image manquante | Télécharger une image |
| 15-012 | Ancienne mairie de Tizi Ouzou ( Ex-Hotel de la ville )                                                       | Contemporaine   | Tizi Ouzou          | à géolocaliser | Inscription sur l'inventaire supplémentaire | Inscrit sur l'inventaire supplémentaire Arrêté signé par le wali N° 342 du 12/05/2013                                                                                              | Arrêté non pub au journal officiel      | Image manquante | Télécharger une image |
| 15-013 | Bordj Turc                                                                                                   | Moderne         | Boghni              | à géolocaliser | Inscription sur l'inventaire supplémentaire | Inscrit sur l'inventaire supplémentaire Arrêté signé par le wali N° 727 du 10/08/2014                                                                                              | Arrêté non pub au journal officiel      | Image manquante | Télécharger une image |
| 15-014 | Maison Imechea Amer                                                                                          | Contemporaine   | Béni Douala         | à géolocaliser | Inscription sur l'inventaire supplémentaire | Inscrit sur l'inventaire supplémentaire Arrêté signé par le wali N° 1221 du 05/11/2015                                                                                             | Arrêté non pub au journal officiel      | Image manquante | Télécharger une image |
| 15-015 | Maison Cherif Khadem                                                                                         | Contemporaine   | Imsouhal            | à géolocaliser | Inscription sur l'inventaire supplémentaire | Inscrit sur l'inventaire supplémentaire Arrêté signé par le wali N° 1054 du 06/10/2015                                                                                             | Arrêté non pub au journal officiel      | Image manquante | Télécharger une image |
| 15-016 | Maison de l'héro de la guerre de libération nationale Krim BelKacem                                          | Contemporaine   | Aït Yahia Moussa    | à géolocaliser | Inscription sur l'inventaire supplémentaire | Inscrit sur l'inventaire supplémentaire Arrêté signé par le wali N° 11 du 10/01/2011                                                                                               | Arrêté non pub au journal officiel      | Image manquante | Télécharger une image |
| 15-017 | Maison du colonel Lazzourene Mohamed Ameziane                                                                | Contemporaine   | Timizart            | à géolocaliser | Inscription sur l'inventaire supplémentaire | Inscrit sur l'inventaire supplémentaire Arrêté signé par le wali N° 927 du 30/12/2013                                                                                              | Arrêté non pub au journal officiel      | Image manquante | Télécharger une image |
| 15-018 | Maison du colonel Slimane Dhiles                                                                             | Contemporaine   | Ouadhia             | à géolocaliser | Inscription sur l'inventaire supplémentaire | Inscrit sur l'inventaire supplémentaire Arrêté signé par le wali N° 1052 du 06/10/2015                                                                                             | Arrêté non pub au journal officiel      | Image manquante | Télécharger une image |
| 15-019 | Maison historique de Abane Ramdane                                                                           | Contemporaine   | Larbaâ Nath Irathen | à géolocaliser | Inscription sur l'inventaire supplémentaire | Inscrit sur l'inventaire supplémentaire Arrêté signé par le wali N° 762 du 18/10/2009                                                                                              | Arrêté non pub au journal officiel      | Image manquante | Télécharger une image |
| 15-020 | Maison Mohamed Iguerbouchene                                                                                 | Contemporaine   | Aghribs             | à géolocaliser | Inscription sur l'inventaire supplémentaire | Inscrit sur l'inventaire supplémentaire Arrêté signé par le wali N° 585 du 19/08/2013                                                                                              | Arrêté non pub au journal officiel      | Image manquante | Télécharger une image |
| 15-021 | Village traditionnelle Awrir                                                                                 | Médiévale       | Ifigha              | à géolocaliser | Inscription sur l'inventaire supplémentaire | Inscrit sur l'inventaire supplémentaire Arrêté signé par le wali N° 1053 du 06/10/2015                                                                                             | Arrêté non pub au journal officiel      | Image manquante | Télécharger une image |
| 15-022 | Zaouia sidi M'hammed Ben Abderehman                                                                          | Moderne         | Bounouh             | à géolocaliser | Inscription sur l'inventaire supplémentaire | Inscrit sur l'inventaire supplémentaire Arrêté signé par le wali N° 110 du 20/02/2013                                                                                              | Arrêté non pub au journal officiel      | Image manquante | Télécharger une image |
| 15-023 | Zaouia Sidi Mansour                                                                                          | Moderne         | Timizart            | à géolocaliser | Ouverture d'instance de classement          | Ouverture d'instance de classement parmi les monuments historiques en date du 10/06/2019                                                                                           | N° 51 du 21/08/2019                     | Image manquante | Télécharger une image |
| 15-024 | Village d'Aït El Kaïd                                                                                        | Médiévale       | Agouni Gueghrane    | à géolocaliser | Secteur sauvegardé                          | Créé et délimité en secteur sauvegardé par Décret Exécutif n° 09-405 du 29/11/2009, après avis favorable de la commission nationale des biens culturels tenu le 26/11/2007.        | N° 71 du 02/12/2009.                    | Image manquante | Télécharger une image |